# Renart Sulejmanov
Renart Sulejmanov, född 27 juli 1937 i Ufa, är en före detta sovjetisk sportskytt.
Han blev olympisk bronsmedaljör i pistol vid sommarspelen 1968 i Mexico City.